# Mãe (tira de jornal)
Mãe (Momma no original), é uma tira de jornal de criação do cartunista Mell Lazarus publicada entre 26 de outubro de 1970 a 10 de julho de 2016. Foi apresentada no Brasil nas décadas de 80 e 90 pelo suplemento infantil O Globinho, o qual foi uma parte infantil dominical e integrante do jornal O Globo. Os personagens principais eram Sonja Hobbs, uma senhora de baixa estatura e cabelos brancos e seus três filhos adotivos: Francis, Marylou e Thomas.

## Histórico
Momma foi a segunda tira de Lazarus; ele publicava a tira Miss Peach desde 1957. Estreando em 26 de outubro de 1970, Momma foi inicialmente distribuída pelo Publishers-Hall Syndicate, e mais tarde foi administrada pelo Creators Syndicate e publicada em mais de 400 jornais em todo o mundo.
O Creators Syndicate anunciou a morte de Momma (e de Mell Lazarus) em 10 de julho de 2016, em um memorial de histórias em quadrinhos que incluía outros personagens de quadrinhos em luto.